# カール・ワルサー
カール・ワルサー（Carl Walther, 1858年11月22日 - 1915年7月9日）は、ドイツの銃技師でカール・ワルサー社の創始者。
正式名はカール・ヴィルヘルム・フロイント・ヴァルター（Carl Wilhelm Freund Walther）。19世紀から20世紀を通して息子であるフリッツ・ワルサーと共にドイツ国内における自動式拳銃及び半自動小銃の開発を行なってきた。
なお、姓のWaltherはドイツ語でヴァルターのように発音され、日本でもそう表記されることが多いが、日本の銃砲関係者の間では「ワルサー」という表記が定着している。

## 歴史背景
19世紀の後半に入り、各国では軍の近代化が盛んになり、当時のドイツ国内でもこの流れに乗るかのように軍隊内における武器の近代化を図っていった。ワルサー家はドイツのテューリンゲン地方にある町ズールに渡り、そこで代々ドイツ軍内における銃器の開発を行なっていった。

## カール・ワルサーの登場
1858年にテューリンゲン州ズール市の近郊にあるツェラ・メーリス（テューリンゲンの森付近）で誕生する。青年時から父親からは銃器開発におけるノウハウを教え込まれ、その頃から拳銃、特に自動式拳銃の発射機構や装弾方式に興味を持ち、調べるようになった。
その後、銃器開発者として独立したのち、1886年にカール・ワルサーはカール・ワルサー社（通称ワルサー社）を設立する。ただ設立当初は開発機材も古く、従業員も見習い技師ばかりであったため銃器製造は苦労したという。だがカールの関心は自動式拳銃の発射機構と性能であった。この頃の拳銃は回転式拳銃が主であり、自動式拳銃はこの頃は未知の領域であったが、カールは銃弾の交換位置や発射機構、及び装填方法などを息子とともに研究を始めた。
その頃アメリカのブローニング社やドイツのルガーなど次々に半自動式拳銃が登場、ヨーロッパ各国では回転式拳銃から半自動式拳銃に切り替わろうとしていた。ワルサー社もこの流れに乗り1908年にワルサー社としては最初の自動式拳銃であるワルサーモデル1（口径 6.35 mm）を開発した。設計は主に息子であるフリッツが行ない、その後4種類のワルサーモデルが続けて開発された。発射機構の簡略化と小型化によりワルサー社はドイツ軍へのセールスに成功し、ワルサー製の拳銃が制式に採用されることとなった。

## カール・ワルサー社の躍進とその後
カール・ワルサー社設立後、ドイツ軍部内で次々に自動式拳銃の採用が決まり、ワルサー社は急激に業績を伸ばすこととなる。従業員もこの頃になると500人を越し、ワルサー社は大企業へと変貌していった。その後、カール・ワルサーは会社の運営を息子のフリッツと次男のハンス・ワルサーに任せ引退する。
フリッツら兄弟はその後も士官用の携帯用拳銃を中心に開発を進め、ワルサーP38など代表的な拳銃を開発していき、ワルサー社をさらに躍進させていった。それを見届けるかのように1915年に56歳のカール・ワルサーはズールの近郊でこの世を去った。